# Règlement établissant des règles en vue de prévenir et de combattre les abus sexuels sur enfants
Le Règlement établissant des règles en vue de prévenir et de combattre les abus sexuels sur enfants, appelé par ses opposants Chat control 2.0,
est une proposition de règlement de l'Union européenne du Parlement Européen et du Conseil européen.
Cette proposition a été inialement présentée par la Commission européenne le 11 mai 2022,. Dans sa version initiale, cette proposition visait à imposer aux fournisseurs de service de communication électronique interpersonnelle la surveillance de toutes les communications pour détecter, signaler, retirer et bloquer toute transmission de matériel pédopornographique, y compris inédit, et de sollicitation d’enfants à des fins sexuelles. Cette obligation était incompatible avec chiffrement de bout en bout, où seuls l'émetteur et le récepteur du message sont techniquement capables de le déchiffrer.
La proposition a été revue pour être plus compatible avec le chiffrement de bout en bout. En 2024, une proposition nécessitant toujours l'analyse automatique de toutes les photographies et vidéos avant transmission est rejetée par le comité des représentants permanents. 
Faute de consensus, 3 ans après sa présentation initiale, la proposition reste en discussion.